# 庫利奧
阿蒂斯·利昂·艾維（英語：Artis Leon Ivey，1963年8月1日—2022年9月28日），以藝名庫利奧（Coolio）聞名。美國幫派饒舌歌手、西海岸嘻哈代表人物之一，最知名的作品是1995年發行的幫派天堂。
出生於賓夕法尼亞州莫內森，庫利奧八歲時隨母親移居加州康普頓。1991年加入饒舌團體WC and the Maad Circle，1994年發行第一張專輯It Takes a Thief。隔年發行第二張專輯Gangsta's Paradise，當中主打的同名歌曲讓他贏得第38屆葛萊美獎的最佳饒舌。

## 死亡
2022年9月28日，在加利福尼亞州洛杉磯的一個朋友家中，庫利奧被發現倒在浴室地板上失去知覺，急救人員隨後宣布他死亡，終年59歲。 警方對庫利奧的死亡展開調查，但並未懷疑是謀殺，庫利奧的經理人表示他似乎是心臟驟停。
2022年10月15日，庫利奧的遺體在私人儀式中火化，沒有舉行葬禮，他的一些骨灰隨後被裝在珠寶中送給其家人，其餘的骨灰則放入甕中。
2023年4月5日，洛杉磯縣驗屍官辦公室宣布，庫利奧因意外服用過量芬太尼、海洛因和甲基苯丙胺而死亡。